# Montlhéry (Adelsgeschlecht)
Montlhéry war eine jener Familien des niederen Adels der Île-de-France, die im 11. und 12. Jahrhundert die Macht für sich vereinnahmt hatten, dann aber von der politischen Bühne verschwanden.
Höhepunkt ihrer Entfaltung war die Verlobung (oder sogar Ehe) von Lucienne von Rochefort mit dem Kronprinzen Ludwig (VI.), die aber vor dessen Thronbesteigung wieder gelöst wurde – was den faktischen Sturz der Familie bedeutete. In der gleichen Generation starb die Familie Montlhéry aus.

## Stammliste (Auszug)
1. ? Thibaut File-Étoupes de Montlhéry (Haus Le Riche)
  1.  ? Dreux de Monteleherico (1034 bezeugt)
  2.  ? Milon de Monteleherico (1034–1057 bezeugt)
    1. Gui I. de Montlhéry (1065 bezeugt; † 1095 im von ihm gegründeten Kloster von Longpont-sur-Orge), Vasall von Gottfried von Boulogne, Bischof von Paris, 1068–1074 Châtelain de Rochefort-en-Yvelines, begraben in Longpont
      1. Milon le Grand, genannt de Bray († nach 1102), Seigneur de Montlhéry et de Chevreuse, Vicomte de Troyes, nimmt 1096 das Kreuz, 1102 in Gefangenschaft der Muslime; ⚭ Lithuaise, Vicomtesse de Troyes
        1. Gui III. Troussel († 16. März nach 1108), 1102 Seigneur de Montlhéry, de Chevreuse etc. nimmt 1096 das Kreuz
        2. Milon II. de Bray († wohl 1118 – erdrosselt von seinem Vetter Hugues de Crécy), Vicomte de Troyes 1109-1116/17; ⚭ I NN; ⚭ II um 1112, geschieden 1113, Adélaide, Tochter von Stephan II., Graf von Blois, (Haus Blois)
        3. Renaud, 1120 Vicomte de Troyes, 1121/22 Bischof von Troyes
        4. Elisabeth (1103–1107 bezeugt); ⚭ Thibaut de Dampierre († 1106/07), (Haus Dampierre)
        5. Elisabeth, Dame de Montlhéry († nach 3. März 1141); ⚭ 1104 Philippe de France, Comte de Mantes († 29. Juli 1108), (Stammliste der Kapetinger)

      2. Gui II., genannt le Rouge (1062–1107 bezeugt; † 1108), vor 1095 Comte de Rochefort, Châtelain de Châteaufort und Gometz, Seigneur de Crécy-en-Brie[1], de Gournay-sur-Marne et de Bréthencourt, 1091/95 und 1104/06 Seneschall von Frankreich, nimmt 1098 das Kreuz; ⚭ I Elisabeth; ⚭ II Adélaide de Crécy, Dame de Gournay-sur-Marne († 12. Oktober nach 1104), Witwe von Bouchard II. Comte de Corbeil; ⚭ III Adélais
        1. (I ?) Gui II. († wohl 1115), wohl 1108 Comte de Rochefort, nimmt um 1114 das Kreuz
        2. (I ?) Tochter; ⚭ Anseau de Garlande, vor 1104 und 1107/18 Seneschall von Frankreich, wohl Comte de Rochefort († 1118)
        3. (III ?) Hugues de Crécy († 31. Juli 1147), bis 1118 Seigneur de Gournay, 1106/07 Seneschall von Frankreich, nach der Ermordung seines Vetters Milon de Brays Mönch in Cluny; ⚭ wohl Alix de Corbeil, Dame de Corbeil, verstoßen, Tochter von Graf Bouchard II. und Adélaide de Crécy, wohl Witwe von Erhard III. von Le Puiset, Vicomte de Chartres (Haus Le Puiset)
        4. (III ?) Lucienne († nach 1137), 1104 verlobt mit dem späteren König Ludwig VI., Verlobung 1107 aufgehoben; ⚭ nach 1107 Guichard III. Sire de Beaujeu († 1137) (Haus Beaujeu)

      3. Melissende; ⚭ Hugues I., Comte de Rethel (1081–1117 bezeugt; † wohl 1118) – die Eltern von König Balduin II. von Jerusalem
      4. Elisabeth; ⚭ Joscelin de Courtenay
      5. Alix; ⚭ Hugo I. von Le Puiset († 1094) (Haus Le Puiset)

## Anmerkung
In älteren genealogischen Arbeiten wurde die Familie Montlhéry als Nebenlinie der Montmorency angesehen; diese Auffassung hat sich als nicht haltbar erwiesen.